# Nepřátelé státu
Nepřátelé státu (v anglickém originále Bart-Mangled Banner) jsou 21. díl 15. řady (celkem 334.) amerického animovaného seriálu Simpsonovi. Scénář napsal John Frink a díl režíroval Steven Dean Moore. V USA měl premiéru dne 16. května 2004 na stanici Fox Broadcasting Company a v Česku byl poprvé vysílán 4. února 2007 na stanici ČT2.

## Děj
Homer a Marge vezmou děti na očkování. Těsně předtím, než se doktor Dlaha chystá píchnout Bartovi injekci, Bart uteče. Po honičce po městě Dlaha nakonec Barta přelstí a injekci mu píchne. Očkování však způsobí, že Bartovi natékají ušní dírky, takže dočasně ohluchne. Dlaha také lstí donutí Homera podepsat zřeknutí se odpovědnosti za zanedbání péče. Marge chtěla, aby Bart zůstal doma; Bart však chce hrát oslí basketbalový zápas. 
Při basketbalovém zápase oslů na Springfieldské základní škole Bart zesměšňuje osla mrkví, aniž by věděl, že škola recituje národní hymnu. Poté, co si mrkev vloží do trenýrek, ji osel vezme a Bartovi trenýrky roztrhne. Zatímco je Bart skloněný, aby měl přirození zakryté tričkem, je za ním vyvěšena americká vlajka a je pořízena jeho fotografie, což má za následek, že se diváci domnívají, že Bart vystrkuje zadek na americkou vlajku. Krátce poté se příběhu chopí deník Springfieldský šmejdil a zcela ho obrátí, aby to vypadalo, že Bart vlajku zesměšňoval záměrně. Marge se snaží Skinnerovi říct, že Bart byl v té době hluchý, Skinner tomu však kvůli Bartově minulosti podobných žertíků nevěří. Barta a jeho rodinu brzy začne nenávidět celý Springfield. 
Simpsonovi jsou později požádáni, aby vystoupili v talk show a řekli svou verzi příběhu. Homer radí Marge, aby to nenechala zajít příliš daleko. Moderátor se však zeptá: „Kterou část Ameriky nenávidíte nejvíc?“. Marge řekne, že pokud se Američany myslí hlasití moderátoři talk show, což jsou zřejmě všichni, pak ano, ona Američany opravdu nenávidí. Také řekla, že ji ve Springfieldu mají rádi, což moderátora přimělo říct, že Springfield nenávidí USA. USA se pak ke Springfieldu otočí zády (ačkoli na Blízkém východě probíhají všeobecné oslavy na jeho počest), a tak se starosta Quimby horečně rozhodne změnit název Springfieldu na Liberty-ville. Ve městě jsou barvy semaforů změněny na červenou, bílou a modrou a vše stojí 17,76 dolaru. V kostele Líza vysloví svůj názor na vlastenectví a Simpsonovi jsou zatčeni zásahovou jednotkou, což je v rozporu se zákonem „Vláda ví všechno nejlíp“. 
Simpsonovi jsou převezeni do Převýchovného centra Ronalda Reagana, vězení, kde jsou umístěni Michael Moore, Dixie Chicks, Elmo, Al Franken a Bill Clinton, stejně jako muž, který naříká: „Mým jediným zločinem bylo, že jsem z Kanady přivezl dodávku plnou výbušnin!“. Marge si vyčítá, že to přehnala. S pomocí posledního registrovaného demokrata Simpsonovi utečou z vězení (v parodii na únikovou scénu z filmu Bratři Bluesovi), ale zjistí, že převýchovné centrum je ve skutečnosti vězení Alcatraz. Zatímco plavou k pevnině (přičemž se rozhodnou plavat do Oaklandu místo do San Franciska, protože nemají peníze), vyzvedne je francouzská nákladní loď a dopraví je do Francie. Jsou dobře adaptovaní, ale stále se jim stýská po Spojených státech, hlavně proto, že tam mají všechny své věci. Poté se v přestrojení za přistěhovalce z Evropy z 19. století přesunou zpět do USA, kde Homer hovoří o plánech na integraci do Spojených států.

## Přijetí
Ve Spojených státech díl během premiéry sledovalo 8,7 milionu diváků. Dne 4. prosince 2012 byl díl vydán na Blu-ray a DVD jako součást box setu The Simpsons – The Complete Fifteenth Season. Členové štábu Michael Price, Max Pross, Don Payne, John Frink a Dana Gould se podíleli na audiokomentáři k této epizodě na DVD.
Colin Jacobson z DVD Movie Guide k dílu uvedl: „Ou, Simpsonovi jdou do politiky! Tento díl by měl pravděpodobně větší dopad před osmi lety, uprostřed Bushovy vlády. Nyní se zdá být těžkopádný a křečovitý, protože kritizuje dny ‚Freedom Fries‘. Vlastně začíná dobře, ale jakmile se pustí do přehnaného společenského komentáře, upadá.“.
Server Simbasible popsal díl jako „ucházející“.